# KeNNy
KeNNy（ケニー、1986年3月8日 - ）は、日本の元プロゲーマーである。福島県福島市出身、埼玉県川口市立芝園中学校卒業。現在の肩書きは『Alliance of Valiant Arms』公認アドバイザー。本名は南 慶紀（みなみ よしのり）。

## 経歴
1986年、福島県にて生誕。少年時代からドリームキャストのチャットサービスに熱中する。
1999年頃、13歳のときに親が買ったPCを使い、初めてFPSオンラインゲーム『Tribes』をプレイする。『Tribes』の日本人クラン「STJ」に加入すると、クランリーダーであるTAKEZOUから『Counter-Strike』を薦められる。2000年頃、中学3年生のとき『Counter-Strike』をプレイし始める。当時、渋谷にあったネットカフェ「ネッカ渋谷」で交流を深め、10代の頃から『Counter-Strike』のコミュニティ大会に出場するようになる。
2002年、世界大会「World Cyber Games (WCG) 2002」の日本予選にクラン「DeadlyDrive（D2）」の一員として出場し優勝。同年10月28日～11月3日、韓国・大田で行われた本戦に出場するも初戦敗退。2003年以降、国際大会である「WCG」や「Cyberathlete Professional League (CPL)」の『Counter-Strike』部門に出場し日本国内予選で優勝を重ねるが、海外チームと対戦する本戦では敗戦の繰り返しとなる。
2004年1月、国内の強豪を揃えたクラン「4DimensioN（4dN）」に参加。約1年の活動後、株式会社PSYMINが所属チームのスポンサーとなったことで日本初のプロゲーマーとなる。チーム名を「4dN.PSYMIN」へ改称し、海外大会遠征に伴う金銭面でのサポート（渡航費、宿泊費、大会参加費、PCレンタル費など）、チームのマネジメント、ユニフォームの提供を受ける。しかし、メンバーの脱退とスポンサーからの援助が受けられなくなったことにより、2006年5月にチームは解散。その後は元4dNメンバーとともに世界大会予選などに出場するなどしていたがプロ復帰には至らなかった。
2008年以降、主に無料オンラインFPSをプレイする。『Sudden Attack』において公認インストラクターに任命された。また、同ゲームでクラン「RustyEggs」を結成し、「SACTL 2007」で優勝、「SAAC 2008」日本予選で第3位という結果を残した。しかし、「SACTL 2008」では2次予選敗退という結果に終わる。
その後「RustyEggs」を解散し、「SAAC 2008」日本予選で優勝、「SACTL 2008」で3位となった強豪クラン「NabD」へと移籍。直後「SAOMT Season1」で準優勝を果たし、2009年7月24～26日には韓国・ソウルで行われた国際大会「e-stars Seoul 2009」へ出場したが、本家韓国との実力差を見せ付けられ予選敗退となった。その後「SACTL 2009」で自身2年ぶりの大会優勝を果たし、2010年に行われた「SAOMT Season3」でも優勝、日本Sudden Attack史上初となる大会二連覇達成している。2011年8月21日、アサルター「ziNovif」の「NabD」加入とともに、選手という立場ではなくマネージャーという立場から「NabD」を支えることを発表した。マネージャーとして参加した大会では、2012年4月15日に行われた「SAOMT 2012 Spring」で優勝、12月16日に行われた「SACTL 2012」で優勝という結果を残す。
2010年9月15日、ゲームヤロウの親会社ゲームハイ社に対するネクソン社の子会社NEXON CorporationによるM&Aにより、ゲームハイ社はネクソン社のグループ子会社となり、ゲームヤロウとの資本関係を解消したとの公式発表。この動きに連動し、サドンアタックの運営・サービスはゲームハイ社の親会社であるネクソン社が引き継ぐこととなる。ネクソン社への運営・サービスの完全移管は2010年10月27日（水）同日を持って、『サドンアタック公認インストラクター』の契約も解消された。
2010年10月24日に行われた株式会社ゲームオン主催「ゲームオンライブ」において『Alliance of Valiant Arms』公認アドバイザー就任が発表された。
2012年7月23日、チーム"4dimensioN" がBuddha氏サポート・マネージメントの下、活動再開することを自身のブログで発表。2013年2月3日、日本のCounter-Strikeシーンを盛り上げる目的で開催された大会「FOREVER Counter-Strike1.6 League」に「4dimensioN」として出場し優勝。

## 大会戦績

### Counter-Strike
国際大会
- 2002-11-03  World Cyber Games 2002: Counter-Strike1.6 - 25~31位（DeadlyDrive, 日本代表）
- 2004-10-10  World Cyber Games 2004: Counter-Strike: Condition Zero - 予選敗退（4dimensioN, 日本代表）
- 2005-11-20  World Cyber Games 2005: Counter-Strike: Source - 予選敗退（4dN.psymin, 日本代表）
- 2006-10-22  World Cyber Games 2006: Counter-Strike1.6 - 予選敗退（PARANOID, 日本代表）
- 2003-08-03  CPL Summer Championships 2003: Counter-Strike - 予選敗退（DeadlyDrive, 日本代表）
- 2004-08-01  CPL Summer Championships 2004: Counter-Strike - 予選敗退（4dimensioN, 日本代表）
- 2005-07-10  CPL Summer Championships 2005: Counter-Strike - 予選敗退（4dN.psymin, 日本代表）
- 2005-12-18  CPL Winter Championships 2005: Counter-Strike - 予選敗退（4dN.PYSMIN, 日本代表）
- 2004-07-25  LANMADNESS Pre CPL 2004: Counter-Strike - 敗退（4dN.psymin）
- 2005-06-05  ACON5 2005 - 13-16位（4dimensioN）

国内大会
- 2002-10-06  World Cyber Games 2002: Counter-Strike1.6 日本予選 - 優勝（DeadlyDrive）

- 2004-08-29  World Cyber Games 2004: Counter-Strike: Condition Zero 日本予選 - 優勝（4dimensioN）
- 2005-09-18  World Cyber Games 2005: Counter-Strike: Source 日本予選 - 優勝（4dN.psymin）
- 2006-09-03  World Cyber Games 2006: Counter-Strike1.6 日本予選 - 優勝（PARANOID）
- 2003-07-06  CPL Summer Championships 2003: Counter-Strike 日本予選 - 優勝（DeadlyDrive）
- 2004-06-27  CPL Summer Championships 2004: Counter-Strike 日本予選 - 優勝（4dimensioN）
- 2005-05-29  CPL Summer Championships 2005: Counter-Strike 日本予選 - 優勝（4dN.psymin）
- 2005-11-06  CPL Winter Championships 2005: Counter-Strike 日本予選 - 優勝（4dN.psymin）
- 2005-05-05  ACON5 2005 日本予選 - 優勝（4dN.psymin）
- 2013-02-03  FCL: FOREVER  Counter-Strike1.6 League - 優勝（4dimensioN）

### O2Jam
国際大会
- 2005-08-28  e-Sports Festival 2005: O2Jam World Championship - 出場（日本代表）

国内大会
- 2005-07-30  O2Jam World Championship 2005: Japan Qualifier - 優勝

### Sudden Attack
国際大会
- 2009-07-26  e-stars Seoul 2009: Sudden Attack Asia Championship (SAAC) - 予選敗退（NabD, 日本代表）

国内大会
- 2008-12-21  Sudden Attack Asia Championship (SAAC) 2008: 日本予選 - 3位（RustyEggs）
- 2007-12-16  Sudden Attack Clan Tournament League (SACTL) 2007 - 優勝（RustyEggs）
- 2008-12-21  Sudden Attack Clan Tournament League (SACTL) 2008 -  2次予選敗退（RustyEggs）
- 2009-12-19  Sudden Attack Clan Tournament League (SACTL) 2009 - 優勝（NabD）
- 2011-05-07  Sudden Attack Clan Tournament League (SACTL) 2010-2011 - 優勝（NabD）
- 2012-12-16  Sudden Attack Clan Tournament League (SACTL) 2012 - 優勝（NabD）※チームマネージャーとして参加
- 2009-05-30  Sudden Attack Official Master Tournament (SAOMT) Season1 - 準優勝（NabD）
- 2009-09-05  Sudden Attack Official Master Tournament (SAOMT) Season2 - 2回戦敗退（NabD）
- 2010-05-03  Sudden Attack Official Master Tournament (SAOMT) Season3 - 優勝（NabD）
- 2010-08-21  Sudden Attack Official Master Tournament (SAOMT) Season4 - 優勝（NabD）
- 2011-08-20  Sudden Attack Official Master Tournament (SAOMT) 2011 Summer - Best8（NabD）
- 2012-04-15  Sudden Attack Official Master Tournament (SAOMT) 2012 Spring - 優勝（NabD）※チームマネージャーとして参加

### VALORANT
コミュニティ大会
- 2020-06-07  Twitch Rivals: VALORANT Launch Showdown - 準優勝（with yukishiro, OooDa, million, 紙投げ）
- 2020-09-20  ASIA VALORANT SHOWDOWN: インフルエンサー部門 - 優勝（with Clutch_Fi, するがモンキー, hNt, Sikanesu）
- 2021-10-03  ABEMA presents VALORANT VICTORY CHALLENGE vol.2 - 準優勝（with たぬき忍者, 鈴木のりあき, Anthem, bazz）

## 出演

### 大会
- AVARCT 2011 Season2 爆破トーナメント（運営、2011年6月11日）
- AVARCT 2011 Season2 護衛トーナメント（運営、2011年6月18日）
- AVAチャリティイベント in 名古屋（出演、2011年6月11日）
- AVAれ祭 2011 大阪 -秋の陣- （運営、2011年9月4日）
- 第3回eスポーツ学生選手権　～AVA部門～（解説、2012年8月18日）
- AVAれ祭 2012 プリズムホール -秋の陣-（運営、2012年9月16日）
- AVARST 2012 Season3 決勝トーナメント（運営、2012年12月22日）
- AVARST 2013 Season2 決勝トーナメント（ゲスト、2013年8月24日）
- ESL One Cologne 2015 CS:GO Major Championship 日本予選（ゲスト、Twtich、2015年6月27日～28日）
- UTAGE VALORANT Season1（主催・運営・解説、Twtich、2020年8月21日～30日）[4]
- UTAGE VALORANT Season2（主催・運営・解説、Twtich、2020年12月8日～10日）[5]
- UTAGE VALORANT Season3（主催・運営・解説、Twtich、2021年10月19日～21日）

### イベント
- TGS2015 現役プロゲーマーDeToNator 対 CS1.6レジェンドチーム CSGOのエキシビションマッチ（幕張メッセ、2015年9月19日）

## その他
- フジテレビの番組『プロゲーマーを目指す若者たち』において他のメンバーと一緒に実名にて出演している。
- サドンアタックのイベント出演時の映像がスカパー!にて放映されたことがある。

## プレイ環境
- CPU:Intel Core i7 870 @2.80GHz
- GPU:nVIDIA GeForce GTX1070
- MEM:PC6400 2GB x 4
- M\B:MSI P55-SD50
- HDD:1TB
- Sound:Auzen X-Fi Prelude 7.1
- Net:FTTH
- Display:BenQ XL2410T

- Mouse:Microsoft IntelliMouse Explorer 3.0
- Mousepad:ARTISAN 飛燕 SOFT M
- Keyboard:Topre Realforce101
- Headset:Sennheiser PC160SK